# Roger Martí Salvador
Roger Martí Salvador (Torrent, 3 de gener de 1991), més conegut simplement com a Roger, és un futbolista professional valencià que juga com a davanter pel Cadis CF.

## Carrera esportiva
Roger es va formar al planter del València CF. El gener de 2011, després d'un grapat de partits amb el València CF Mestalla, fou cedit al Burjassot CF.
El juliol de 2011 Roger va signar contracte amb el Llevant UE, per jugar a l'equip B a la Tercera Divisió. El 21 de desembre va debutar amb el primer equip, entrant com a suplent pel lesionat Juanlu en una victòria a casa per 4–1 contra el Deportivo de La Coruña a la Copa del Rei (l'eliminatòria la guanyà el Llevant per 5–4 acumulat).
El 15 de gener de 2012 Roger va debutar a La Liga, substituint Xavi Torres els darrers deu minuts de partit en una derrota per 0–3 a fora contra l'Athletic Club. Quatre dies abans havia marcat el seu primer gol amb el primer equip del Llevant, el segon d'una victòria per 4–0 a casa contra l'AD Alcorcón a la Copa del Rei (5–2 de resultat acumulat).
Roger va marcar el seu primer gol a primera divisió el 2 de desembre de 2012, contribuint així a un empat 1–1 contra el Celta de Vigo. El 6 d'agost de 2013 fou cedit al Reial Saragossa de la Segona Divisió, per un any.
El 8 de juliol de 2014 Roger va anar al Reial Valladolid també de la segona divisió, amb un contracte de cessió per un any. Va jugar esporàdicament, degut principalment a una lesió de genoll que va patir al setembre, i que li va impedir tornar a jugar fins a l'abril.
Després d'una bona temporada al Valladolid, va tornar el 2015 al Llevant UE. El club va fitxar durant el mercat hivernal a diversos davanters, per la qual cosa Roger va signar cedit de nou pel Reial Valladolid, operació que es va confirmar el 28 de gener de 2016.
Va tornar de la seua cessió al Llevant UE. Va renovar amb el club i es va convertir en el davanter referent en el descens d'aquest a Segona, però va patir una greu lesió que li va tindre apartat dels terrenys de jocs durant 6 mesos, rebent l'alta el gener de 2018.
La temporada 2018-19 s'aferma com el principal golejador del Llevant UE en primera divisió, marcant 13 gols en la Lliga. Una posició que va consolidar durant la temporada 2019-20.

### Elx i Cadis
El 4 d'agost de 2022, després del descens del Llevant, Roger va romandre a primera divisió en firmar contracte per quatre anys amb l'Elx CF. El gener de 2023, va marxar cedit al Cadis CF per la resta de la temporada. El 2 de juliol, havent evitat el descens, va signar contracte permanent amb el club fins al 2026.